# Ávddaluoppal
Ávddaluoppal, enligt tidigare ortografi Autaluoppal, är en sjö i Gällivare kommun i Lappland och ingår i Luleälvens huvudavrinningsområde. Sjön har en area på 0,801 kvadratkilometer och ligger 575 meter över havet. Ávddaluoppal ligger i Sjaunja Natura 2000-område. Sjön avvattnas av vattendraget Sunddegorži (Suntekårtje).

## Delavrinningsområde
Ávddaluoppal ingår i det delavrinningsområde (751986-158071) som SMHI kallar för Utloppet av Autaluoppal. Medelhöjden är 879 meter över havet och ytan är 15,71 kvadratkilometer. Räknas de 36 avrinningsområdena uppströms in blir den ackumulerade arean 1 138,92 kvadratkilometer. Sunddegorži som avvattnar avrinningsområdet har biflödesordning 5, vilket innebär att vattnet flödar genom totalt 5 vattendrag (Suorggejohka, Tjävrráädno, Viedásädno, Stora Luleälven och Luleälven) innan det når havet efter 357 kilometer. Avrinningsområdet består mestadels av kalfjäll (89 procent). Avrinningsområdet har 0,82 kvadratkilometer vattenytor vilket ger det en sjöprocent på 5,2 procent.